# آبص
| M17 | A2 | Q3 · Z4 | U28 | G1 | N25 |

| M17 | A2 | Q3 · Z4 | U28 | G1 | N25 |

آبص (بالعبريَّة: אֶבֶץ ومعناها «قصدير» أو «أبيض») هي مدينة من مدن ياساكر. ورد ذكرها في الإصحاح التاسع عشر من سفر يشوع (يش 19: 20) بعد ربيت وقشيون. قال غازينيوس أنه ربما مأخذوة من لفظ «إبصا» بالآرامية ومعناها «آنك». على أنه لا يستبعد أن تكون محرَّفة عن «تابص» التي تسمى الآن طوباس أو توباس وهي بلدة لا تبعد كثيرًا عن عين جنيم وشونام وكلتاهما من مدن ياساكر وإلَّا فلا يكون لها ذكر البتة بين الأماكن التي ذكرت في سفر يشوع. يحتمل أنها تقع في نفس المكان المعروف حديثًا باسم عين الحبوص أو العبوص بين عولام وسرين. يظهر اسم آبص على واجهة مدفن معبد رمسيس الثالث في مدينة هابو تحت اسم «آبيجا».